# Marathon de Madrid
Le Marathon de Madrid est une course d'une distance classique de 42,195 km dans la ville de Madrid, en Espagne. Il a lieu tous les ans depuis 1978.
Le marathon de Madrid fait partie des IAAF Road Race Label Events, dans la catégorie des « Labels d'argent ».
Depuis 2010, un 10 kilomètres sur route est organisé conjointement avec le marathon. Ainsi qu'un semi-marathon depuis 2012.

## Parcours
Le parcours du Marathon de Madrid prend son départ sur le Paseo de la Castellana et mène les coureurs sur les bords du stade Santiago-Bernabéu suivi de la place de Castille. Après un passage devant les fameuses Cuatro Torres, le tracé passe devant le phare de Moncloa, le parc de l'Ouest, le palais royal de Madrid, la cathédrale de l'Almudena, le musée du Prado, la fontaine de Neptune avant d'arriver sur le Paseo del Prado et la place de Canovas del Castillo.

## Vainqueurs

### Marathon
| Année | Hommes                                              | Pays                                                | Temps                                               |                                                     | Femmes                                              | Pays                                                | Temps                                               |
| 2024  | Miktu Tafa                                          | Éthiopie                                            | 2 h 08 min 57 s                                     | Naom Jebet                                          | Kenya                                               | 2 h 26 min 20 s                                     |                                                     |
| 2023  | Geofrey Kusuro                                      | Ouganda                                             | 2 h 10 min 29 s                                     | Doreen Chesang                                      | Ouganda                                             | 2 h 26 min 31 s                                     |                                                     |
| 2022  | Abdela Godana                                       | Éthiopie                                            | 2 h 08 min 44 s                                     | Siranesh Yirga                                      | Éthiopie                                            | 2 h 24 min 37 s                                     |                                                     |
| 2021  | Abdela Godana                                       | Éthiopie                                            | 2 h 10 min 14 s                                     | Kasu Bitew                                          | Éthiopie                                            | 2 h 29 min 08 s                                     |                                                     |
| 2020  | Course annulée en raison de la pandémie de Covid-19 | Course annulée en raison de la pandémie de Covid-19 | Course annulée en raison de la pandémie de Covid-19 | Course annulée en raison de la pandémie de Covid-19 | Course annulée en raison de la pandémie de Covid-19 | Course annulée en raison de la pandémie de Covid-19 | Course annulée en raison de la pandémie de Covid-19 |
| 2019  | Reuben Kerio                                        | Kenya                                               | 2 h 08 min 18 s                                     | Shasho Insermu                                      | Éthiopie                                            | 2 h 26 min 24 s                                     |                                                     |
| 2018  | Eliud Barngetuny                                    | Kenya                                               | 2 h 10 min 15 s                                     | Valentine Kipketer                                  | Kenya                                               | 2 h 30 min 40 s                                     |                                                     |
| 2017  | Bonsa Dida                                          | Éthiopie                                            | 2 h 10 min 16 s                                     | Elizabeth Rumokol                                   | Kenya                                               | 2 h 33 min 55 s                                     |                                                     |
| 2016  | Peter Kiplagat                                      | Kenya                                               | 2 h 11 min 44 s                                     | Askale Alemayehu                                    | Éthiopie                                            | 2 h 33 min 08 s                                     |                                                     |
| 2015  | Ezekiel Chebii                                      | Kenya                                               | 2 h 12 min 00 s                                     | Monica Jepkoech                                     | Kenya                                               | 2 h 33 min 42 s                                     |                                                     |
| 2014  | Ezekiel Kiptoo Chebii                               | Kenya                                               | 2 h 09 min 15 s                                     | Kifle Alem Fikre                                    | Éthiopie                                            | 2 h 32 min 11 s                                     |                                                     |
| 2013  | Francis Kiprop                                      | Kenya                                               | 2 h 10 min 37 s                                     | Vanesa Veiga Comesańa                               | Espagne                                             | 2 h 36 min 38 s                                     |                                                     |
| 2012  | Patrick Korir                                       | Kenya                                               | 2 h 12 min 07 s                                     | Margaret Agai                                       | Kenya                                               | 2 h 32 min 23 s                                     |                                                     |
| 2011  | Moses Kimeli Arusei                                 | Kenya                                               | 2 h 10 min 58 s                                     | Desta Girma Tadesse                                 | Éthiopie                                            | 2 h 35 min 28 s                                     |                                                     |
| 2010  | Thomson Kibet Cherogony                             | Kenya                                               | 2 h 11 min 27 s                                     | Desta Girma Tadesse                                 | Éthiopie                                            | 2 h 34 min 39 s                                     |                                                     |
| 2009  | Khalid Kamal Yaseen                                 | Bahreïn                                             | 2 h 14 min 31 s                                     | Mehtap Doğan-Sızmaz                                 | Turquie                                             | 2 h 32 min 04 s                                     |                                                     |
| 2008  | José Manuel Martínez                                | Espagne                                             | 2 h 12 min 42 s                                     | Nguriatukei Rael Kiyara                             | Kenya                                               | 2 h 36 min 15 s                                     |                                                     |
| 2007  | Jonathan Kipkosgei Kibet                            | Kenya                                               | 2 h 12 min 42 s                                     | Pauline Chepkorir                                   | Kenya                                               | 2 h 48 min 46 s                                     |                                                     |
| 2006  | Joseph Ngolepus                                     | Kenya                                               | 2 h 11 min 30 s                                     | Banuelia Katesigwa                                  | Tanzanie                                            | 2 h 34 min 54 s                                     |                                                     |
| 2005  | Daniel Rono                                         | Kenya                                               | 2 h 12 min 29 s                                     | Larissa Malikova                                    | Russie                                              | 2 h 33 min 27 s                                     |                                                     |
| 2004  | Joseph Kahugu                                       | Kenya                                               | 2 h 15 min 14 s                                     | Florence Barsosio                                   | Kenya                                               | 2 h 34 min 10 s                                     |                                                     |
| 2003  | Henry Tarus                                         | Kenya                                               | 2 h 12 min 42 s                                     | Ruth Kutol                                          | Kenya                                               | 2 h 34 min 41 s                                     |                                                     |
| 2002  | Daniel Kirwa Too                                    | Kenya                                               | 2 h 16 min 11 s                                     | Mariela González                                    | Cuba                                                | 2 h 50 min 49 s                                     |                                                     |
| 2001  | José Ramón Rey                                      | Espagne                                             | 2 h 19 min 12 s                                     | Mariela González                                    | Cuba                                                | 2 h 44 min 18 s                                     |                                                     |
| 2000  | John Miaka                                          | Kenya                                               | 2 h 16 min 05 s                                     | Marina Pilyavina                                    | Russie                                              | 2 h 39 min 33 s                                     |                                                     |
| 1999  | Thomas Magut                                        | Kenya                                               | 2 h 17 min 45 s                                     | Irene Kipkorir                                      | Kenya                                               | 2 h 45 min 40 s                                     |                                                     |
| 1998  | Fekadu Bekele                                       | Éthiopie                                            | 2 h 17 min 59 s                                     | Josefa Cruz                                         | Espagne                                             | 2 h 39 min 11 s                                     |                                                     |
| 1997  | Alberto Cuba                                        | Cuba                                                | 2 h 16 min 01 s                                     | Sergia Martínez                                     | Cuba                                                | 2 h 47 min 16 s                                     |                                                     |
| 1996  | Sergei Struganov                                    | Russie                                              | 2 h 19 min 26 s                                     | Montserrat Martínez                                 | Espagne                                             | 2 h 48 min 16 s                                     |                                                     |
| 1995  | Juan Antonio Crespo                                 | Espagne                                             | 2 h 19 min 20 s                                     | Alina Gubeyeva                                      | Russie                                              | 2 h 48 min 54 s                                     |                                                     |
| 1994  | Abdelkader El Mouaziz                               | Maroc                                               | 2 h 17 min 39 s                                     | Marina Ivanova                                      | Russie                                              | 2 h 43 min 52 s                                     |                                                     |
| 1993  | Martin Vrábel                                       | Slovaquie                                           | 2 h 16 min 13 s                                     | Alzira Lario                                        | Portugal                                            | 2 h 43 min 28 s                                     |                                                     |
| 1992  | Nada Saktay                                         | Tanzanie                                            | 2 h 14 min 17 s                                     | Yekaterina Khramenkova                              | Biélorussie                                         | 2 h 35 min 30 s                                     |                                                     |
| 1991  | John Burra                                          | Tanzanie                                            | 2 h 12 min 19 s                                     | Fabiola Rueda-Oppliger                              | Suisse                                              | 2 h 38 min 45 s                                     |                                                     |
| 1990  | José César de Souza                                 | Brésil                                              | 2 h 14 min 24 s                                     | Marina Prat                                         | Espagne                                             | 2 h 37 min 14 s                                     |                                                     |
| 1989  | José César de Souza                                 | Brésil                                              | 2 h 15 min 16 s                                     | Elena Cobos                                         | Espagne                                             | 2 h 41 min 14 s                                     |                                                     |
| 1988  | Juan Antonio García Tineo                           | Espagne                                             | 2 h 14 min 32 s                                     | Czesława Mentlewicz                                 | Pologne                                             | 2 h 37 min 19 s                                     |                                                     |
| 1987  | José Angel Zapata                                   | Venezuela                                           | 2 h 20 min 38 s                                     | Mercedes Calleja                                    | Espagne                                             | 2 h 41 min 46 s                                     |                                                     |
| 1986  | Ramiro Matamoros                                    | Espagne                                             | 2 h 17 min 04 s                                     | Consuelo Alonso                                     | Espagne                                             | 2 h 43 min 21 s                                     |                                                     |
| 1985  | Antonio Canovas Rivas                               | Espagne                                             | 2 h 22 min 31 s                                     | Joaquina Casas                                      | Espagne                                             | 2 h 48 min 55 s                                     |                                                     |
| 1984  | Rafael Carmona Páez                                 | Espagne                                             | 2 h 20 min 43 s                                     | Catherine Bayle                                     | France                                              | 2 h 58 min 19 s                                     |                                                     |
| 1983  | Francisco Medina                                    | Espagne                                             | 2 h 21 min 33 s                                     | April Powers                                        | États-Unis                                          | 2 h 51 min 52 s                                     |                                                     |
| 1982  | Roberto García                                      | Espagne                                             | 2 h 19 min 30 s                                     | Inez McLean                                         | Royaume-Uni                                         | 2 h 50 min 23 s                                     |                                                     |
| 1981  | Odis Sanders                                        | États-Unis                                          | 2 h 19 min 44 s                                     | Gillian Adams                                       | Royaume-Uni                                         | 2 h 57 min 50 s                                     |                                                     |
| 1980  | Raúl Víctor Llusá                                   | Argentine                                           | 2 h 24 min 43 s                                     | Victoria García Negueruela                          | Espagne                                             | 3 h 29 min 50 s                                     |                                                     |
| 1979  | Vicente Polo                                        | Espagne                                             | 2 h 23 min 14 s                                     | Julia Martín                                        | Espagne                                             | 3 h 31 min 26 s                                     |                                                     |
| 1978  | Juan Manuel Sánchez Pérez                           | Espagne                                             | 2 h 24 min 49 s                                     | Matilde Gómez                                       | Espagne                                             | 3 h 35 min 47 s                                     |                                                     |

 Record de l'épreuve

### 10 kilomètres
| Année | Hommes                   | Pays     | Temps       |                 | Femmes   | Pays        | Temps |
| 2014  | Arturo Casado            | Espagne  | 31 min 07 s | Isabel Macías   | Espagne  | 36 min 02 s |       |
| 2013  | Arturo Casado            | Espagne  | 30 min 22 s | Marta Silvestre | Espagne  | 35 min 03 s |       |
| 2012  | Carles Castillejo        | Espagne  | 30 min 01 s | Vanessa Veiga   | Espagne  | 34 min 57 s |       |
| 2011  | Joseph Kipkosgei Bwambok | Kenya    | 28 min 59 s | Sara Moreira    | Portugal | 32 min 33 s |       |
| 2010  | Haile Gebreselassie      | Éthiopie | 28 min 56 s | Nazha Machrouh  | Maroc    | 34 min 17 s |       |

## Source
- (en) Cet article est partiellement ou en totalité issu de l’article de Wikipédia en anglais intitulé « Madrid Marathon » (voir la liste des auteurs).